# فارست اندرسن
فارست اندرسن (انگلیسی: Forrest H. Anderson; ۳۰ ژانویهٔ ۱۹۱۳ – ۲۰ ژوئیهٔ ۱۹۸۹) یک قاضی، وکیل، و سیاست‌مدار اهل ایالات متحده آمریکا بود.